# 竹联帮
竹聯幫，是起源於臺灣的國際性幫派組織，成立於1957年，主要活動區域為臺灣北部與中国大陆地區，在兩岸三地及东北亚、东南亚甚至欧美地區都有關係勢力，正式的核心成員約20,000人，包含準成員與海內外關係合夥人號稱高達100,000人。1984年，竹聯幫的陳啟禮等人因江南案而引發國際社會注目，也導致美臺之間的政治角力，迫使中華民國政府執行一清專案影響其他角頭不滿，間接影響台灣黑社會的發展。
竹聯幫曾被美國《外交政策》期刊列為全球第四危險組織，並指竹聯幫近年來活動區域已經由台灣擴張到東南亞甚至美国、欧洲及澳洲，成為國際性黑道幫派。

## 歷史

### 起源
竹聯幫起源於1955年間，以孫德培為首的中學生，於當時的台北縣中和鄉（今屬於新北市永和區）竹林路成立由學生組成的校園幫派「中和幫」，成員多來自軍眷家庭的國中生及高中生，當時成員主要在螢橋至秀朗與永和的交接處一帶的攤販街活動。
1957年，中和幫老大孫德培在糾紛中率幫衆殺死一名古亭幫份子周天送而遭逮捕入獄。失去領導人物的中和幫隨後發生派系內鬥。中和幫成員「小潘」潘世明率先出走與中正區學生幫派於水源路組成「萬字幫」，另一位成員「訓吾」沈信吾也另起爐灶於大安區公館泰順街一帶成立以「三環幫」。
同年間，中和幫以元老趙寧主導召集中和幫成員於竹林路舉行「第三次未來大會」商量對策。由趙寧宣佈：因為幫主孫德培的入獄，為了尊重幫主以及表示平等，決定不設立「老大」（幫主）一職，由周榕擔任「老么」（總指揮）並且將中和幫殘餘勢力統整為「竹林聯盟」，往後簡稱為「竹聯幫」。最初的竹聯幫以動物名稱作為勢力區分，最早分別有獅、虎、豹、鳳、鴨等五個支派聯盟，後續加入的新成員常以動物名稱並冠上顏色來取綽號，而往後擔任竹聯幫總堂主的「旱鴨子」陳啟禮，當時就是「鴨」的成員，當時鴨的老大亦是周榕。而這時候的竹聯幫，僅僅只是一個聯盟型態的學生幫派。
1960年代，較早成立且同樣是由學生所組成的四海幫，為竹聯幫首要抗衡及仿傚的對象。但四海幫多來自軍公教家庭且經濟富裕，成員多是高中生及大學生，勢力極為強勢，年紀較輕且尚為，貧弱的竹聯幫幾度遭到四海幫的圍剿而略顯頹勢。

### 勢力擴展
1962年，台北市地區最大勢力的外省幫派四海幫，因高調強勢的行徑面臨警方打壓及強制解散的危機，同為外省第二代學生組成的竹聯幫趁勢首次越過中正橋奪取四海幫在現今大安區古亭一帶的地盤，活動地區從台北縣進入到台北市。曾於1957年在南強中學組成「南強聯盟」的陳啟禮，在竹聯幫勢力擴張時期帶領大批人馬回籠壯大聲勢，「南海路幫」的張安樂及吳敦，分別在1964年以及1965年時期加入竹聯幫推選陳啟禮為總堂主。
1964年，竹聯幫幹部「楊站長」楊劍平崛起統領竹聯幫，以楊劍平為首率領幫內成員在台北市各區併吞其他外省眷村幫派勢力，當時竹聯幫成員已達500人，而打出「天下第一幫」的名號，穩固了竹聯幫日後的根基。1965年8月間，以楊劍平為首與三環幫發生械鬥引起臺灣當局重視，因而被媒體大幅報導「竹聯幫瘋狂殺人」，楊劍平與多位竹聯幫成員也因此遭逮捕入獄。
1968年4月間，在幫內幹部楊劍平的授意下，由「白狼」張安樂自任為「總護法」主持新竹聯幫在陽明山召開的會議將組織編制擴大，尊崇陳啟禮為「大哥」並推舉為「總堂主」，並且模仿滿淸八旗舊制，以紅、白、藍、黑、黄、灰等六色，擴編成虎、豹、龍、獅、熊、鳳、狼、鳥等分支堂口，確立了堂口制度分掌職事，大量吸收新血擴大竹聯幫的組織。會中並規定日後各分支必需上繳「母金」的組織公款。

#### 香港西餐廳與陳仁事件
1968年7月4日，「旱鴨子」陳啟禮為首在台北市中山區「香港西餐廳事件」一戰以寡擊眾，竹聯幫的「蕭正」蕭正明、童強、陳功、「肥婆」林建發、「蜈蚣」吳功、「文山」涂世欽、周令剛、吳敦等八人，分乘兩部計程車攜帶武士刀及一把制式散彈槍，在指揮下率先前往餐廳附近擊退在地本省角頭「牛埔幫」上百人而成為江湖傳奇，陳啟禮自此打響名號成為竹聯幫的代名詞。
1970年7月14日，竹聯幫爆發「陳仁事件」震驚社會。「賭博郎中」陳仁因為萌生退意而叛幫盜領組織公款逃逸，並且申請警方保護，迫使竹聯幫對陳仁發出追殺令。竹聯幫成員「阿虹」張如虹與其他兩名同夥，公然在西門町警方保護面前刺殺陳仁，此事件在台北地區引起軒然大波，被視為幕後指使者的陳啟禮隨即也被逮捕入獄服刑五年半。

#### 新舊派系惡鬥
陳啟禮因「陳仁事件」入獄期間，幫內大老「周霸子」周榕都曾經以元老身份出掌竹聯幫，但因為缺乏領袖魅力及現代化組織能力，與年輕一輩的「白狼」張安樂、「青蛇」鄧國灃等人形成新舊派系對立。1972年間由幫內數名大哥推舉「白狼」張安樂來重整竹聯幫，在張安樂的帶領之下讓「新竹聯」更有許多完善且精密的制度與穩固的基礎並且提拔許多後輩。
竹聯幫內部依舊不斷有派系間的鬥爭，其中分為新舊兩股勢力，被視為元老系統的舊派之中，屬於竹聯幫大老的「周霸子」周榕勢力最大，周榕是自從中和幫時期的創幫元老，亦是「旱鴨子」陳啟禮出道時的老大，在陳啟禮入獄期間周榕更被尊稱為「名譽領袖」。周榕與張安樂之間的新舊鬥爭曾經多次在同是創幫元老的「灰鴨」柳茂川的居間協調下一度和解。終究在1974年7月間，竹聯幫內部發生「長橋餐廳事件」的新舊派系攻擊事件，導致張安樂受攻擊受傷，使得張安樂對組織派系的惡鬥感到失望，於1975年間離開台灣遠赴美國發展。

### 陳啟禮掌權
1976年，出獄後的「旱鴨子」陳啟禮一度縱橫商場，成立「承安消防」、「美華報導」、「名商俱樂部」等五家公司。不久後仍為當時國防部情報局所吸收，其藉此政治力在背後支撐，再度復出重整竹聯幫。陳啟禮與昔日老大「周霸子」周榕形成兩股勢力派系互相抗衡，原本集結在周榕旗下的勢力紛紛投靠陳啟禮，也使得周榕急流勇退結束了這場新舊派系的鬥爭。最終陳啟禮實質地整合竹聯幫各派系，成為實質掌權的幫主，並被外界稱為「鴨霸子」。

#### 王羽喋血案
1976至1981年間，竹聯幫與敵對的四海幫鬥爭白熱化，兩幫相繼爆發了「杏花閣兇殺案」、「天廚餐廳喋血事件」及「法庭大廈血案」等攻擊事件，引起台灣社會各界高度關注，迫使政府當局強力掃蕩兩幫勢力。竹聯與四海兩幫的衝突更由街頭提升至金融與政治層面。兩幫介入的股市戰造成當時全台的金融風暴。在金融風暴的後期，兩幫聯手黑箱操作股市獲取不法利益，造成台灣金融股市嚴重動盪。

#### 組織企業化
自1980年代開始，竹聯幫經陳啟禮的整頓組織企業化後，勢力迅速擴大成長，在這段期間逐步將武裝現代化，掌握現代化武器，並陸續設立完成組織擴大後的最初八個分堂「忠、孝、仁、愛、信、義、和、平」，設立堂主制，由竹聯幫內幹部各別領導及發展分堂。至1980年底再完成「天、地、至、尊」四個分堂。到1984年江南案發生前又共設立「萬、古、長、青、東、南、西、北、風、火、雷、日、月」等個堂口，短短數年竹聯幫在陳啟禮領導下迅速擴張，成為擁有20多個企業化堂口，及直屬武裝部隊「竹聯突擊隊」等分支組織 。
1983年間，當時紅遍全台灣的藝人「青蛙王子」高凌風，因檔期問題惹上外省掛的竹聯幫及本省掛角頭，引發槍擊糾紛，當時由北港老大「黑松」蔡永常出面幫忙，事情才告一段落。
因拒唱風波越鬧越大，高王子被飛斧砍傷，特別邀請蔡永常出面解決，黑松還另請十大槍擊要犯之首的楊雙伍、軍火大亨許金德、現今還亡命海外「阿國」陳輝國等殺手到台北和「竹聯幫」談判，劉煥榮也應邀北上，參加了當時可能爆發的一場黑道南北戰爭。 雙方談判時，「黑松表現出了大哥的風範，並表示息事寧人的態度，希望大家和平解決，事情才告落幕。」
當時竹聯幫幫主陳啟禮為拓展中南部版圖，邀請本省籍縱貫線大哥「黑松」蔡永常擔任竹聯幫副幫主，卻因黑松身邊小弟一句「何必去當外省人的小的」而作罷。至今蔡永常跟現任竹聯幫幫主「么么」黃少岑與多位大老仍有深厚交情。
1985、年6月，四海幫為了奪回被竹聯幫搶佔的地盤，聯合「黃埔幫」結合台北其他幫派與竹聯幫爆發衝突。導致黃埔幫老大在衝突中遭竹聯幫「么么」黃少岑砍成重傷致死。同時竹聯幫也在江南案之前引發最大規模的街頭衝突「荔舫餐廳事件」等等。

#### 江南案
1984年10月，爆發轟動台灣與美國的江南案，華裔作家劉江南在美國遭到中華民國國防部情報局僱用的竹聯幫陳啟禮、吳敦、董桂森等人暗殺，隨後中華民國政府發動首波全國性掃黑的「一清專案」，拘捕了以陳啟禮為首的數百名竹聯幫成員。因一清專案的關係，竹聯幫許多大老遭到逮捕，陳啟禮與吳敦被判無期徒刑，幫內要角也紛紛走避至海外發展，重創竹聯幫。
因江南案影響，當代台灣政府與美國政府合作調查發現，竹聯幫已在北美地區發展多處分部，在紐約由「青蛇」鄧國灃、王國康、黃舜等人、洛杉磯由「白狼」張安樂、「灰鴨」柳茂川等人、休士頓由「黃鳥」陳志一等大老為北美地區的主要領導人，以及舊金山、丹佛、西雅圖等城市都有關係勢力及分部，並與美國華青幫、福青幫、安良會、協勝堂等華埠黑幫互有合作關係。在東亞地區香港則有青堂堂主「老鼠」何根成為主，與新義安、14K等三合會關係密切，日本則由「神經劉」劉煥榮在新宿歌舞伎町建立分堂，幫內元老「周霸子」周榕亦與山口組建立良好關係，並且在菲律賓建立訓練基地並由帥嶽峯指揮安排，以及與當地軍方保持良好關係走私槍械，在這份調查之中足以證實，此時的竹聯幫儼然已經發展成為國際性黑幫。
1990年代，竹聯幫要角經過1988年特赦後相繼出獄，此時台灣經濟蓬勃發展，正值政府推動8兆新台幣的公共工程計畫。竹聯幫先後由「鴨霸子」陳啟禮成立的「泉安營造」、「白狼」張安樂成立的「韜略集團」、「二馬」馮在政成立的「峻國企業」、以及「鍾馗」李宗奎成立的「東奎集團」等企業公司，以暗中進行圍標、綁標工程等方式，承攬政府基礎建設等公共工程，短短數年便賺取暴利，並運用充裕資金再次拓展勢力版圖。

### 黃少岑掌權
1995年前後，陳啟禮有意重新選出竹聯幫新任幫主，各派系隨即為了角逐新任幫主的資格，展開造勢活動並且尋求各方支持。其中以「白狼」張安樂、趙爾文、「么么」黃少岑等人為角逐新任幫主的熱門人選。此件竹聯幫新任幫主的競選事件，除了使得竹聯幫內部各派系暗中較勁，也備受外界關注而成為焦點。
1995年12月，幫主「鴨霸子」陳啟禮欽點竹聯幫由「么么」黃少岑擔任幫主，並於1996年中旬在自家《美華報導》雜誌社刊登受到各界關注，成為竹聯幫創立以外首次公開披露的幫主。1996年8月之後、陳啟禮因「治平專案」掃黑而避走海外，並在數個月之後，黃少岑同樣為了躲避掃黑而離開台灣。從陳啟禮復出的1991年到流亡海外前的1996年這段期間，竹聯幫相繼重整「龍、鳳、虎、獅」，並創設「梅、蘭、竹、菊」及海外僑堂 ，以及加上警方破獲的斗六堂；此時，竹聯幫大致已發展出近40多個正規堂口，幫眾可能超過萬人。

#### 後繼者派系鬥爭
1996年，精神領袖陳啟禮，因刑事案件再次遭到通緝而輾轉遠走至柬埔寨首都金邊市，接任新幫主的黃少岑同樣為躲避掃黑而逃避至國外並遭到通緝。台灣島內再次面臨群龍無首的情況下，竹聯幫各派系山頭林立，時常發生為了利益而內鬨的械鬥事件。
2001年，由多位幹部成員擁立近年來於竹聯幫內崛起的「趙霸子」趙爾文擔任新任幫主，因趙爾文出身非竹聯幫元老嫡系，始終無法取得陳啟禮與幫內派系正式認可，因此受推舉擔任新幫主的趙爾文才有「代理幫主」一說。2002年末，由新聞媒體所披露，幫主「么么」黃少岑將幫主權位交付給地堂堂主「鍾馗」李宗奎接任，似乎說明黃少岑是實際上的幫主，而趙爾文與李宗奎是否為新一任幫主，則是讓外界一頭霧水。
2004年9月，再次由新聞媒體所披露，黃少岑授意於在國外的精神領袖陳啟禮指示，在台北市士林區「青青農場」將幫主一職交付給和陳啟禮同屬竹聯幫元老「猴王」胡台富，胡台富在接下來兩年至2006年間為接班重任擴大勢力開立堂口。但是胡台富不曾在公開場合表明自己是新幫主，因此一消息卻無法證實。數年間竹聯幫出現數位幫主，造成竹聯幫幫主實際上地位歸屬的不確定性。

#### 鴨霸子逝世
2007年，精神領袖「鴨霸子」陳啟禮去世，頓時失去足以平衡各派系勢力的核心領袖，讓竹聯幫幫主權位再度進入緊張的狀態。被視為「嫡系」「主流派」並且掌握實權的幫主「么么」黃少岑、與被視為「非主流派」且被擁立上位的代理幫主「趙霸子」趙爾文、以及元老派系的榮譽領袖「周霸子」周榕、「猴王」胡台富、大老地堂堂主「鍾馗」李宗奎、滯留中國深圳的大老「白狼」張安樂等人皆是備受矚目掌權的核心人物與領袖。
曾經傳聞第三任幫主人選以「鍾馗」李宗奎呼聲最高，而「猴王」胡台富雖曾經與黃少岑同屬陳啟禮「托孤」的接棒人選，卻無意角逐新幫主的權位。因此外界普遍認為竹聯幫應是維持現狀之勢，胡台富經過短暫的輔佐「責任接班」之後，終究以確定「么么」黃少岑是繼承「鴨霸子」陳啟禮之後重新掌權成為「竹聯幫的新共主」的地位。

#### 權力裂縫
2013年6月，長年滯留海外中國17年的大老「白狼」張安樂無預警自行搭機返回台灣，高調宣傳兩岸統一的政治理念出現在大眾媒體之中，並以中華統一促進黨主席身份正式展開政治活動，吸收大量的竹聯幫成員加入統促黨擴展其政治勢力，亦使得竹聯幫內部掀起權力結構重組與忠誠分裂的波瀾。依據媒體報導，已故精神領袖「鴨霸子」陳啟禮遺霜「鴨婆」為了避免竹聯幫再度陷入內部對立與分裂，邀集時任幫主「么么」黃少岑與張安樂會面，明確重申「竹聯幫不得涉入政治」的遺訓，意圖畫出組織與政黨之間的清楚界線。
2013年12月，自陳啟禮逝世後幫內派系林立，已無足以制衡各派系的重量級領袖人物，幫主黃少岑有意尋找接班人，無奈一直沒有適當人選，為了不讓竹聯幫分裂，趁著一次幫內餐會，決定先由南堂「大川」程大川、「扣頭」劉振南、天龍堂「俠哥」王方俠、平堂「偉強」孟維強等四名大老擔任調解委員，取代過去的「董事長制」，若有糾紛先由大老調解，調解不成再由黃少岑裁處。

#### 社會譁然
2014年9月14日，竹聯幫和堂、平堂、戰堂、雷堂、天龍堂、忠堂等成員，清晨於台北市東區知名夜店「Spark」爆發內鬨衝突，竹聯幫份子與跨幫派組成的「中山聯盟」成員在過程中殺害前往關切的臺北市政府警察局刑警薛貞國，引發社會譁然。(*2014年臺北夜店殺警案)
2015年2月11日，高雄大寮監獄發生暴動，受刑人之一的竹聯幫幹部成員，尊堂高雄分會會長鄭立德為主謀，夥同受刑人共六名，策劃逃獄並且挾持典獄長陳世志、戒護科長王世倉等人震驚社會，高雄市政府警察局緊急調集超過300名武裝警察包圍大寮監獄防範犯人突圍逃獄，並於2月12日清晨與警方發生多次槍戰，清晨5時犯人突圍不成決定一同飲彈自盡而落幕。(*2015年高雄監獄挾持事件)

#### 跨國犯罪
2017年，菲律賓總統杜特蒂在打擊毒品政策高壓推動期間，兩度於公開場合直接點名「竹聯幫」與「香港14K」犯罪組織，強烈譴責其聯手將毒品走私入境菲律賓，並指控這兩大幫派是「菲律賓毒品主要供應來源」，甚至稱其為「國家毒害的根源之一」，激起菲國社會強烈反彈與國際媒體大篇幅報導。杜特蒂更下令軍警優先追查來自台港的幫派勢力，並在國會報告中列名這些組織作為「毒品戰爭」的高風險目標。
2018年1月，日本沖繩縣媒體《Okinawa Time》及台灣媒體追蹤報導，「白狼」張安樂的兒子張瑋領隊與數十名竹聯幫幹部成員，至日本沖繩那霸市與當地暴力團沖繩旭琉會密會，引起當地居民及日本媒體關注。在此之前兩幫派在2015年、2017年間，早已有互相往來至日本與台灣展開交流，顯然與竹聯幫已構築合作關係。
2022年，竹聯幫再度因涉入跨境重大犯罪而成為社會焦點。台灣社會爆發大規模「柬埔寨人口販運詐騙案」，數百名國人被以「高薪工作」為名誘騙出國，實際卻被送往柬埔寨金邊、西港等地，遭非法集團拘禁、強迫從事電信詐騙、販賣器官甚至性剝削，引發民怨沸騰與全台震撼。

### 第三任爭議

#### 黃少岑逝世
2025年2月，竹聯幫第二任幫主「么么」黃少岑病逝，竹聯幫再度失去核心領袖，幫主繼任問題隨之陷入緊張局勢。黃少岑生前曾口頭指定愛堂領袖「扣頭」劉振南為接班人，但未及在世時正式公開宣佈接班安排，導致幫內對其繼任合法性存在疑義。儘管如此劉振南仍主導黃少岑的後事，由政商界多位重量級人士組成治喪委員會，引發社會高度關注。告別式於同年3月6日舉行，受到海內外多方矚目。

#### 第三任派系鬥爭
第二任幫主黃少岑喪禮結束後，原先議定由劉振南接任第三任幫主一事，旋即引發竹聯幫內部多個派系的質疑與挑戰。各方透過媒體展開激烈攻防，引起政府與社會輿論高度關注。首先仁堂領袖「麥可」許瑞弘被傳出有意問鼎幫主寶座，但不久即因涉及刑事案件遭警方逮捕偵訊。隨後青堂領袖「四川」高世川聲稱獲得多個堂口支持，單方面宣布接任新任幫主。前大老「白狼」張安樂則多次公開受訪，強調應以選舉制度產生新任幫主，並表態支持地堂領袖「鍾馗」李宗奎擔任幫主。短時間內，竹聯幫分裂為三大勢力，各自透過媒體高調表態，掀起社會極大關注與爭議。
同年3月，由已故幫主黃少岑的遺孀牽頭，聯合已故幫主「鴨霸子」陳啟禮、已故青堂領袖「老鼠」何根成等人之遺孀，並與現任幹部成員共同發表公開聲明，明確宣示劉振南為新任幫主的正統繼承人。聲明中亦宣布議定由高世川擔任副幫主，同時指出張安樂與李宗奎已不屬於竹聯幫體系，尊重其前輩身份但無決策權限。此番聲明意在釐清幫內正統與權責，然而各派角力未歇，整體局勢持續受到海內外關注。

## 歷任總堂主（幫主）

### 正式任期
竹聯幫「幫主」一詞為社會泛稱，在其幫內編制名稱為「總堂主」。
1957年竹聯幫成立初期並未設有幫主，而是以聯盟型態結盟由各派系採取「共同領導制」，僅設立「老么」及「掌法」為領導。直至1968年竹聯幫經重新改組設立「總堂」之後陳啟禮被推舉為總堂主後才開始有幫主，並且以總堂為中心採取「中央集權專制」至今。
| 任別 | 總堂主 | 任期           | 綽號   | 備註 |
| ---- | ------ | -------------- | ------ | --- |
| 初任 | 陳啟禮 | 1968年－1995年 | 鴨霸子 | 長期滯留海外的精神領袖，2007年10月4日晚間9時15分病逝於香港九龍法國醫院，享年66歲。                                 |
| 二任 | 黃少岑 | 1995年－1999年 |        | 由陳啟禮欽點、首位公開披露的幫主，但曾經為了躲避掃黑離台，使得幫主權位長期架空。                                   |
| 代理 | 趙爾文 | 2001年－2007年 | 趙霸子 | 幫內群龍無首的情況下，由多位幹部堂主擁立擔任代理幫主並吸收大量本省人將竹聯幫本省化。                               |
| 二任 | 黃少岑 | 2007年－2025年 |        | 精神領袖陳啟禮逝世後，回歸以黃少岑為核心主導竹聯幫，成為竹聯幫的新共主。                                           |
| 三任 | 劉振南 | 2025年-至今    | 扣頭   | 由前幫主「么么」黃少岑指名接任新幫主，並透過前幫主陳啟禮與黃少岑遺霜及現任幹部公開宣達繼任正統性，被視為主流派繼任者。 |

### 各時期頂指標性領導者
竹聯幫初期未設有幫主時，雖由各派系共同領導，但在依據各個時期的狀況不同，竹聯幫在各時期也催生出多位指標性領導者。
- 趙寧（1957年）：中和幫時期的元老，集結中和幫、宇宙幫、螢橋幫、文山幫等成員共同組織竹林聯盟。
- 「周龍」周榕（1957年–1962年）：中和幫時期的元老，竹林聯盟成立初期不設老大，由周榕擔任老么，成為名義上的總指揮。
  - 「老怪」辜慶爾（1960年–?）：中和幫時期的元老，時任掌法，管理內外事務。與周榕、林國棟等人被視為最初的領導人之一。
  - 「活寶」林國棟（1960年–?）：代表宇宙幫共同組織竹林聯盟，後續接替周榕擔任老么，並找回陳啟禮重返竹聯為當時的重大貢獻。
- 「旱鴨子」陳啟禮（1962年–1970年）：「香港西餐廳事件」一夕成名從此成了竹聯幫的代名詞，並被推舉為總堂主成為創幫以來首位幫主。
  - 「青蛇」鄧國灃（1962年–?）：時任老么，陳啟禮初崛起時的核心人物，後因刑案遠避美國，成為竹聯幫在美國的領導人之一。
  - 「楊站長」楊劍平（1964年–1968年）：時任掌法，率領竹聯幫南征北伐，擴張地盤勢力的主導核心人物。
- 「周霸子」周榕（1970年–1976年）：新舊派系鬥爭期間被視為舊派系統的領袖，也是陳啟禮昔日大哥，在陳啟禮服刑期間被尊稱為名譽領袖
  - 「黑雞」陳大偉（1970年–1976年）：曾被視為副幫主，因陳仁事件聲名大噪。陳啟禮入獄期間與周榕一同領導竹聯幫。
  - 「白狼」張安樂（1972年–現今）：時任總護法，被視為新派系統的領導人物，主導編制與改革組織架構的核心人物。
- 「鴨霸子」陳啟禮（1976年–1995年）：實質統一幫內各派系，從此壯大竹聯幫勢力，發展成為國際性黑幫，被視為竹聯幫精神領袖。
  - 「鬼見愁」吳敦（1976年–1984年）：時任總護法，以陳啟禮為核心重新發展的核心人物之一，之後參與江南案入獄後淡出核心。
- 黃少岑（1995年–1999年）：首位獲得陳啟禮欽點並公開披露的新任幫主，被公認為陳啟禮的嫡系成員。
- 「趙霸子」趙爾文（2001年–2007年12月）：主要核心人物皆走避海外，台灣島內群龍無首情況下，由多位幹部成員推舉擔任新任幫主。
  - 「鍾馗」李宗奎（2002年–2004年）：地堂領袖，由幫主黃少岑交付權位，暫代幫主職權。
  - 「猴王」胡台富（2004年–2007年）：在陳啟禮授意下，由幫主黃少岑交付權位，暫代幫主職權。
- 黃少岑（2007年–2025年）：精神領袖陳啟禮逝世後，回歸以黃少岑為核心主導竹聯幫，成為竹聯幫的新共主。
  - 「大川」程大川（2013年–2023年）：南堂領袖，黃少岑退居幕後由程大川等人以副幫主名義協助執掌竹聯幫。
- 「扣頭」劉振南（2025年–）：愛堂領袖，由前任幫主黃少岑指名繼任，被外界視為主流派新幫主。
  - 「四川」高世川（2025年–）：青堂領袖，由仁堂等派系支持，自行宣佈繼任新幫主，後續傳聞議定擔任副幫主。
  - 「鍾馗」李宗奎（2025年–）：地堂領袖，由前大老張安樂扶持，自行宣佈繼任新幫主，被視為統促黨派的代表。

## 組織結構
竹聯幫在1980年代組織擴大後，內部設有總堂、總執法、總護法、總巡查以及各堂口。各個堂口之下，又都設有堂主、左右護法、各旗以及突擊隊員。總堂主（首領）以下的明顯層級構造，其狀態似為一個大家庭，堂主地位如同家庭之尊親。職務之中，「護法」為內部管理職、「執法」為外部管理職、「巡查」則相當於監事。總堂內部視「總護法」為最高權責幹部，總護法之下同樣設有護法等輔佐職位，通常稱為「總堂護法」而非總護法，總執法與總巡查與上述相同。
竹聯幫早年並未設有「老大」，而是以「老么」為總指揮，後續改由「霸子」在幕後主持，並以「老么」為作戰指揮官、「掌法」視為內部總管。1980年代組織擴大成立八大分堂後，總堂主與總護法取代掌法及老么，而掌法職可能成為分堂中的總管、顧問、代理人，已經並非是常設職位。總堂（母公司）之下各個分堂（子公司）組織再擴大設立旁系分堂或分會（子分公司或孫公司），隸屬於直系分堂。旁系分堂或分會之中，因任務或區域性需求，再細分為「隊」或「組」，為分會所管轄。早期組織精密，各個分堂下又設有左右伏法、龍鳳旗別、天地、玄黃等門別，現今多以簡化。如同「左護法」「右執法」，已經簡化統稱為左右護法，且未必設有該職位。
|                     |                     |                     |                     |                     |                     |  |  |  |  | 總堂主 （幫主）     | 總堂主 （幫主）     | 總堂主 （幫主）     | 總堂主 （幫主）     | 總堂主 （幫主）     | 總堂主 （幫主）     |  |  |  |  |                     |                     |                     |                     |                     |                     |               |               |                   |                   |                   |                   |                   |                   |  |  | 霸子 （主持人）     | 霸子 （主持人）     | 霸子 （主持人）     | 霸子 （主持人）     | 霸子 （主持人）     | 霸子 （主持人）     |  |  |                   |                   |                   |                   |                   |                   |  |  |  |  |  |  |  |  |  |  |  |  |  |  |  |  |  |  |  |  |  |  |  |  |  |  |  |  |  |  |  |  |  |  |  |  |
|                     |                     |                     |                     |                     |                     |  |  |  |  | 總堂主 （幫主）     | 總堂主 （幫主）     | 總堂主 （幫主）     | 總堂主 （幫主）     | 總堂主 （幫主）     | 總堂主 （幫主）     |  |  |  |  |                     |                     |                     |                     |                     |                     |               |               |                   |                   |                   |                   |                   |                   |  |  | 霸子 （主持人）     | 霸子 （主持人）     | 霸子 （主持人）     | 霸子 （主持人）     | 霸子 （主持人）     | 霸子 （主持人）     |  |  |                   |                   |                   |                   |                   |                   |  |  |  |  |  |  |  |  |  |  |  |  |  |  |  |  |  |  |  |  |  |  |  |  |  |  |  |  |  |  |  |  |  |  |  |  |
|                     |                     |                     |                     |                     |                     |  |  |  |  |                     |                     |                     |                     |                     |                     |  |  |  |  |                     |                     |                     |                     |                     |                     |               |               |                   |                   |                   |                   |                   |                   |  |  |                     |                     |                     |                     |                     |                     |  |  |                   |                   |                   |                   |                   |                   |  |  |  |  |  |  |  |  |  |  |  |  |  |  |  |  |  |  |  |  |  |  |  |  |  |  |  |  |  |  |  |  |  |  |  |  |
| 總執法 （最高幹部） | 總執法 （最高幹部） | 總執法 （最高幹部） | 總執法 （最高幹部） | 總執法 （最高幹部） | 總執法 （最高幹部） |  |  |  |  | 總護法 （執行長）   | 總護法 （執行長）   | 總護法 （執行長）   | 總護法 （執行長）   | 總護法 （執行長）   | 總護法 （執行長）   |  |  |  |  | 總巡查 （最高幹部） | 總巡查 （最高幹部） | 總巡查 （最高幹部） | 總巡查 （最高幹部） | 總巡查 （最高幹部） | 總巡查 （最高幹部） |               |               | 大哥 （資深元老） | 大哥 （資深元老） | 大哥 （資深元老） | 大哥 （資深元老） | 大哥 （資深元老） | 大哥 （資深元老） |  |  | 老么 （作戰指揮）   | 老么 （作戰指揮）   | 老么 （作戰指揮）   | 老么 （作戰指揮）   | 老么 （作戰指揮）   | 老么 （作戰指揮）   |  |  | 掌法 （內部總管） | 掌法 （內部總管） | 掌法 （內部總管） | 掌法 （內部總管） | 掌法 （內部總管） | 掌法 （內部總管） |  |  |  |  |  |  |  |  |  |  |  |  |  |  |  |  |  |  |  |  |  |  |  |  |  |  |  |  |  |  |  |  |  |  |  |  |
| 總執法 （最高幹部） | 總執法 （最高幹部） | 總執法 （最高幹部） | 總執法 （最高幹部） | 總執法 （最高幹部） | 總執法 （最高幹部） |  |  |  |  | 總護法 （執行長）   | 總護法 （執行長）   | 總護法 （執行長）   | 總護法 （執行長）   | 總護法 （執行長）   | 總護法 （執行長）   |  |  |  |  | 總巡查 （最高幹部） | 總巡查 （最高幹部） | 總巡查 （最高幹部） | 總巡查 （最高幹部） | 總巡查 （最高幹部） | 總巡查 （最高幹部） |               |               | 大哥 （資深元老） | 大哥 （資深元老） | 大哥 （資深元老） | 大哥 （資深元老） | 大哥 （資深元老） | 大哥 （資深元老） |  |  | 老么 （作戰指揮）   | 老么 （作戰指揮）   | 老么 （作戰指揮）   | 老么 （作戰指揮）   | 老么 （作戰指揮）   | 老么 （作戰指揮）   |  |  | 掌法 （內部總管） | 掌法 （內部總管） | 掌法 （內部總管） | 掌法 （內部總管） | 掌法 （內部總管） | 掌法 （內部總管） |  |  |  |  |  |  |  |  |  |  |  |  |  |  |  |  |  |  |  |  |  |  |  |  |  |  |  |  |  |  |  |  |  |  |  |  |
|                     |                     |                     |                     |                     |                     |  |  |  |  | （分堂） 堂主       | （分堂） 堂主       | （分堂） 堂主       | （分堂） 堂主       | （分堂） 堂主       | （分堂） 堂主       |  |  |  |  |                     |                     |                     |                     |                     |                     |               |               |                   |                   |                   |                   |                   |                   |  |  | 戰鬥堂 （精銳成員） | 戰鬥堂 （精銳成員） | 戰鬥堂 （精銳成員） | 戰鬥堂 （精銳成員） | 戰鬥堂 （精銳成員） | 戰鬥堂 （精銳成員） |  |  |                   |                   |                   |                   |                   |                   |  |  |  |  |  |  |  |  |  |  |  |  |  |  |  |  |  |  |  |  |  |  |  |  |  |  |  |  |  |  |  |  |  |  |  |  |
| （分會） 會長       | （分會） 會長       | （分會） 會長       | （分會） 會長       | （分會） 會長       | （分會） 會長       |  |  |  |  | （分堂） 堂主       | （分堂） 堂主       | （分堂） 堂主       | （分堂） 堂主       | （分堂） 堂主       | （分堂） 堂主       |  |  |  |  |                     |                     |                     |                     |                     |                     | 掌法 （總管） | 掌法 （總管） | 掌法 （總管）     | 掌法 （總管）     | 掌法 （總管）     | 掌法 （總管）     |                   |                   |  |  | 戰鬥堂 （精銳成員） | 戰鬥堂 （精銳成員） | 戰鬥堂 （精銳成員） | 戰鬥堂 （精銳成員） | 戰鬥堂 （精銳成員） | 戰鬥堂 （精銳成員） |  |  |                   |                   |                   |                   |                   |                   |  |  |  |  |  |  |  |  |  |  |  |  |  |  |  |  |  |  |  |  |  |  |  |  |  |  |  |  |  |  |  |  |  |  |  |  |
| （分會） 會長       | （分會） 會長       | （分會） 會長       | （分會） 會長       | （分會） 會長       | （分會） 會長       |  |  |  |  |                     |                     |                     |                     |                     |                     |  |  |  |  |                     |                     |                     |                     |                     |                     | 掌法 （總管） | 掌法 （總管） | 掌法 （總管）     | 掌法 （總管）     | 掌法 （總管）     | 掌法 （總管）     |                   |                   |  |  |                     |                     |                     |                     |                     |                     |  |  |                   |                   |                   |                   |                   |                   |  |  |  |  |  |  |  |  |  |  |  |  |  |  |  |  |  |  |  |  |  |  |  |  |  |  |  |  |  |  |  |  |  |  |  |  |
|                     |                     |                     |                     |                     |                     |  |  |  |  | 副堂主 （堂主輔佐） | 副堂主 （堂主輔佐） | 副堂主 （堂主輔佐） | 副堂主 （堂主輔佐） | 副堂主 （堂主輔佐） | 副堂主 （堂主輔佐） |  |  |  |  |                     |                     |                     |                     |                     |                     |               |               |                   |                   |                   |                   |                   |                   |  |  | 竹葉青 （青訓成員） | 竹葉青 （青訓成員） | 竹葉青 （青訓成員） | 竹葉青 （青訓成員） | 竹葉青 （青訓成員） | 竹葉青 （青訓成員） |  |  |                   |                   |                   |                   |                   |                   |  |  |  |  |  |  |  |  |  |  |  |  |  |  |  |  |  |  |  |  |  |  |  |  |  |  |  |  |  |  |  |  |  |  |  |  |
|                     |                     |                     |                     |                     |                     |  |  |  |  | 副堂主 （堂主輔佐） | 副堂主 （堂主輔佐） | 副堂主 （堂主輔佐） | 副堂主 （堂主輔佐） | 副堂主 （堂主輔佐） | 副堂主 （堂主輔佐） |  |  |  |  |                     |                     |                     |                     |                     |                     |               |               |                   |                   |                   |                   |                   |                   |  |  | 竹葉青 （青訓成員） | 竹葉青 （青訓成員） | 竹葉青 （青訓成員） | 竹葉青 （青訓成員） | 竹葉青 （青訓成員） | 竹葉青 （青訓成員） |  |  |                   |                   |                   |                   |                   |                   |  |  |  |  |  |  |  |  |  |  |  |  |  |  |  |  |  |  |  |  |  |  |  |  |  |  |  |  |  |  |  |  |  |  |  |  |
|                     |                     |                     |                     |                     |                     |  |  |  |  |                     |                     |                     |                     |                     |                     |  |  |  |  |                     |                     |                     |                     |                     |                     |               |               |                   |                   |                   |                   |                   |                   |  |  |                     |                     |                     |                     |                     |                     |  |  |                   |                   |                   |                   |                   |                   |  |  |  |  |  |  |  |  |  |  |  |  |  |  |  |  |  |  |  |  |  |  |  |  |  |  |  |  |  |  |  |  |  |  |  |  |
| 護法 （分堂幹部）   | 護法 （分堂幹部）   | 護法 （分堂幹部）   | 護法 （分堂幹部）   | 護法 （分堂幹部）   | 護法 （分堂幹部）   |  |  |  |  |                     |                     |                     |                     |                     |                     |  |  |  |  | 執法 （分堂幹部）   | 執法 （分堂幹部）   | 執法 （分堂幹部）   | 執法 （分堂幹部）   | 執法 （分堂幹部）   | 執法 （分堂幹部）   |               |               |                   |                   |                   |                   |                   |                   |  |  |                     |                     |                     |                     |                     |                     |  |  |                   |                   |                   |                   |                   |                   |  |  |  |  |  |  |  |  |  |  |  |  |  |  |  |  |  |  |  |  |  |  |  |  |  |  |  |  |  |  |  |  |  |  |  |  |
| 護法 （分堂幹部）   | 護法 （分堂幹部）   | 護法 （分堂幹部）   | 護法 （分堂幹部）   | 護法 （分堂幹部）   | 護法 （分堂幹部）   |  |  |  |  | 竹葉青 （基礎成員） |                     |                     |                     |                     |                     |  |  |  |  | 執法 （分堂幹部）   | 執法 （分堂幹部）   | 執法 （分堂幹部）   | 執法 （分堂幹部）   | 執法 （分堂幹部）   | 執法 （分堂幹部）   |               |               |                   |                   |                   |                   |                   |                   |  |  |                     |                     |                     |                     |                     |                     |  |  |                   |                   |                   |                   |                   |                   |  |  |  |  |  |  |  |  |  |  |  |  |  |  |  |  |  |  |  |  |  |  |  |  |  |  |  |  |  |  |  |  |  |  |  |  |
|                     |                     |                     |                     |                     |                     |  |  |  |  |                     |                     |                     |                     |                     |                     |  |  |  |  |                     |                     |                     |                     |                     |                     |               |               |                   |                   |                   |                   |                   |                   |  |  |                     |                     |                     |                     |                     |                     |  |  |                   |                   |                   |                   |                   |                   |  |  |  |  |  |  |  |  |  |  |  |  |  |  |  |  |  |  |  |  |  |  |  |  |  |  |  |  |  |  |  |  |  |  |  |  |

### 各系分堂
竹聯幫正式成員約有3萬人，包含準成員、關係人、海外合夥人「號稱」有10萬人之眾，在世界各地華人地區更有相關組織。目前竹聯幫有超過70餘個分堂與旁系分支，每個分堂皆設有堂主，為該分堂最高負責人。每個分堂組織編制依區域、人數多寡所設之職位不盡相同，但是原則上不會偏離原組織配置。整體組織架構上，每個分堂聽命於總堂中央集權主導，但現今各立山頭之勢，各分堂之間未必聽令於總堂所指揮，而是以各自的派系首領為主。
分堂之成立，需由總堂幹部授權下才可以成立分堂，旁系分堂分會則由分堂授意下成立。現今許多分堂分會由準成員或外圍組織自行成立，無法統一管轄而造成混亂且組織鬆散，也因此常有同屬竹聯幫堂口，卻互相內鬨攻擊的窘態。

#### 創設八大堂口
忠堂、孝堂、仁堂、愛堂、信堂、義堂、和堂、平堂

#### 1990年前擴張堂口
天堂、地堂、至堂、尊堂、萬堂、古堂、長堂、青堂、東堂、南堂、西堂 、北堂、風堂、火堂、雷堂、戰堂、捍衛隊。

#### 1990年至2000年間增設堂口
梅堂（梅花堂）、蘭堂（蘭花堂）、竹堂、菊堂、龍堂、鳳堂、虎堂、獅堂、豹堂 、天龍堂、天鷹堂、日堂、月堂、斗六堂、大勇堂。

#### 2000年後增設堂口
熊堂、天蠍堂、地海堂、地虎堂、乾坤堂、太極堂、玄武堂、精武堂、文武堂、光武堂、震武堂、麒麟堂、忠義堂、軍堂、將堂、豪堂、華堂、刀堂、萬華堂、金堂、銀堂、銅堂、鐵堂、漢堂、滿堂、蒙堂、苗堂、藏堂、太和堂、貔貅堂、聖堂、正堂、彪堂、同心堂、武曲堂、順堂、威武堂、神武堂、禮堂、威堂。

### 各系分會
分會按組織架構，傳統上附屬於堂口之下（例如：仁堂弘仁會、和堂寶和會）；有時又為另行獨立的結構（例如：靜安會），視分會的組織任務及發展型態而定。

## 政治傾向
依據《鳳凰衛視》2011年5月報導，採訪「白狼」張安樂時轉述，已逝精神領袖陳啟禮於1981年7月間，曾在西門町紅樓聚會席上表示「將來蔣經國走了以後，台灣的政權萬一落到台獨手裏，他們把黨政軍都收編了，我，旱鴨子要起來反抗，我要重新出山，重新發展竹聯幫。」「我寧願共產黨統治，也不要台灣被台獨拿走。」等語。外界認爲這是他對台獨思想的不滿，也有人認爲這只是張安樂為合理爭權而自我開脫所編造的故事。
2005年9月9日，張安樂於廣州黃花崗成立的民間團體「保衛中華大同盟」，在中華民國台北市改組成立政黨為「中華統一促進黨」，張本人擔任黨主席，主張一國兩制、中國統一。前代理幫主李宗奎擔任黨副主席，亦主張兩岸統一。
2013年4月4日，張安樂曾接受中國大陸的《環球時報》訪問，在訪談中，他聲稱希望回到台灣，在基層培養紅色選民，帶動台灣自稱中國人的風氣。並於6月29日，張安樂回台宣揚中國統一理念，引起台灣社會輿論。
同年7月1日，現任幫主「么么」黃少岑在竹聯幫元老「老怪」辜祖雲的告別式受訪時表示「他們（中華統一促進黨）跟竹聯幫是不一樣的，促進黨是促進黨，竹聯幫是竹聯幫，這在以前我們董事長（陳啟禮）在位的時候就劃分的很清楚」等語。此一說法反映出黃少岑與張安樂兩大系統雖然看似壁壘分明，但是竹聯幫及促進黨之間卻也有著曖昧不明的關係。
同年11月8日，「江南案」執行暗殺的唯一在世成員吳敦，接受《台海網》採訪表示「我的理念就是『統一』，統一中國人才會強盛，台灣的經驗加上中國大陸的實力結合起來是一個勝算。」亦主張兩岸統一。
2016年11月，張安樂接受鏡周刊採訪，回憶起與陳啟禮的政治立場，表示「我是中華民族主義，他（陳啟禮）是中華民國主義，認為中國的利益在台灣」等語。